# Golden League 2007
Golden League 2007 – dziesiąta edycja prestiżowego cyklu mityngów lekkoatletycznych Golden League odbyła się między 15 czerwca a 16 września 2007 roku. Dla zawodników, którzy zwyciężyli we wszystkich sześciu mityngach przewidziano premię w wysokości 1 miliona dolarów. Wyczynu tego dokonały dwie zawodniczki: Sanya Richards oraz Jelena Isinbajewa. Rywalizacja o główną wygraną odbywała się w 10 konkurencjach: pięciu męskich i pięciu kobiecych. 

## Mityngi
| Data        | Zawody                      | Stadion                   | Miasto   |
| ----------- | --------------------------- | ------------------------- | -------- |
| 15 czerwca  | Bislett Games               | Stadion Bislett           | Oslo     |
| 6 lipca     | Meeting Gaz de France       | Stade de France           | Paryż    |
| 13 lipca    | Golden Gala                 | Stadio Olimpico           | Rzym     |
| 7 września  | Weltklasse Zürich           | Letzigrund Stadion        | Zurych   |
| 14 września | Memorial Van Damme          | Stadion Króla Baudouina I | Bruksela |
| 16 września | Internationales Stadionfest | Stadion Olimpijski        | Berlin   |

## Zwycięzcy

### Mężczyźni
| Konkurencja        | Oslo                  | Paryż            | Rzym                | Zurych              | Bruksela                 | Berlin                   |
| ------------------ | --------------------- | ---------------- | ------------------- | ------------------- | ------------------------ | ------------------------ |
| 100 m              | Asafa Powell          | Derrick Atkins   | Asafa Powell        | Francis Obikwelu    | Asafa Powell             | Jaysuma Saidy Ndure      |
| 1500 m             | Brimin Kiprop Kipruto | Alan Webb        | Adil Kaouch         | Mehdi Baala         | Daniel Kipchirchir Komen | Daniel Kipchirchir Komen |
| 110 m przez płotki | Anwar Moore           | Dayron Robles    | Anwar Moore         | Dayron Robles       | Dayron Robles            | Allen Johnson            |
| Trójskok           | Phillips Idowu        | Christian Olsson | Christian Olsson    | Walter Davis        | Walter Davis             | Aarik Wilson             |
| Rzut oszczepem     | Tero Pitkämäki        | Tero Pitkämäki   | Andreas Thorkildsen | Andreas Thorkildsen | Tero Pitkämäki           | Tero Pitkämäki           |

### Kobiety
| Konkurencja        | Oslo               | Paryż             | Rzym              | Zurych            | Bruksela          | Berlin            |
| ------------------ | ------------------ | ----------------- | ----------------- | ----------------- | ----------------- | ----------------- |
| 100 m              | Stephanie Durst    | Torri Edwards     | Torri Edwards     | Christine Arron   | Veronica Campbell | Carmelita Jeter   |
| 400 m              | Sanya Richards     | Sanya Richards    | Sanya Richards    | Sanya Richards    | Sanya Richards    | Sanya Richards    |
| 100 m przez płotki | Michelle Perry     | Michelle Perry    | Michelle Perry    | Susanna Kallur    | Susanna Kallur    | Susanna Kallur    |
| Skok wzwyż         | Jelena Slesarienko | Blanka Vlašić     | Blanka Vlašić     | Blanka Vlašić     | Blanka Vlašić     | Blanka Vlašić     |
| Skok o tyczce      | Jelena Isinbajewa  | Jelena Isinbajewa | Jelena Isinbajewa | Jelena Isinbajewa | Jelena Isinbajewa | Jelena Isinbajewa |